# Gyeongdan
Gyeongdan (tiếng Hàn: 경단) là một loại tteok (bánh gạo) được làm từ gạo nếp hoặc các loại bột ngũ cốc nếp khác. Khi sử dụng loại ngũ cốc không phải gạo làm nguyên liệu, tên của nó thường được gọi là susugyeongdan (수수경단, "bánh viên tròn cao lương")  Cái tên chapssalgyeongdan (찹쌀경단, "bánh gạo nếp") cũng có thể được sử dụng.
Gyeongdan có thể làm bằng cách nhào bột gạo nếp thành những viên tròn cỡ hạt dẻ, sau đó đun sôi trong nước rồi phủ mật ong, đậu đỏ nghiền hoặc đậu xanh, hoặc hạt vừng rang xay, v.v.